# Дръмлайн
Дръмлайн, или драмлайн, е оркестрова секция само от ударни инструменти в американския тип маршови духови оркестри.
Такива оркестри се организират в средните училища, университетите, спортните клубове в Америка, а понякога има общински статут. Често драмлайните изпълняват и отделна програма от маршовия оркестър или съществуват независимо от оркестъра.
Драмлайнът се състои от 2 части: батерия и фронт-ансамбъл (или пит).

## Батерия
Батерия е подвижната маршируваща част, в която се използват само лесно преносимите ударни инструменти. От пeркусионистите се очаква не само да свирят и да поддържат ритъма и темпото на целия оркестър, а също да танцуват, маршируват, изпълняват хореография редом с останалите музиканти, свирещи на духови инструменти.
Батерията се състои от 4 подгрупи:
1. малки барабани,
2. том-томи и бонгоси,
3. големи барабани,
4. оркестрови чинели.

### Малки барабани
Малките барабани използвани в драмлайнът са с по-дълбок корпус подобно на така наречените цилиндрични барабани, използвани в симфоничните оркестри. Характерна е употребата само на изкуствени кожи от материала „кевлар“, които се отличават с по-голяма дебелина и плътност.
Барабанът на всеки изпълнител е разположен водоравно на нивото на кръста, прикрепен за метална рамка, която виси закачена на раменете. В миналото (подобно на военните оркестри) малките барабанчета са носени висящи под наклон с ремък или колан през лявото рамо на музиканта.
Палките, които се използват, са най-тежките и дебели модели, които предлагат фирмите производителки.
Използва се стандартната класическа постановка; в миналото се е използвала маршовата постановка, тъй като барабаните са били под наклон.
Кожите са по-силно опънати в сравнение с малкия барабан в симфоничните оркестри, имат висок и отчетлив звук. Малките барабани са минимум 6 броя; в зависимост от големината на драмлайна може да има „двоен“ и „троен“ състав.
Както при симфоничните оркестри има „водач на група“, така и тук има такъв, наречен „капитан“ или „лидер на секция“. Музикантите, свирещи на малък барабан, са определяни като метронома на ударните, защото всички се водят по темпото, зададено от тях.

### Том-томи и бонгоси
Втората подгрупа в батерията са изпълнителите, свирещи на преносим комплект от 4 том-тома и 2 бонгоса, наричани още „тенори“.
Те са прикрепени по същия начин като при музикантите, които свирят на малък барабан.
За разлика от стандартния начин на свирене не се използват палки за барабани, а палки с накрайници от кече или пластмаса с формата на топче.
Изпълнителите свирят както с класическата постановка, така и с постановката за тимпани.
Функцията на том-томите е да запълват средните гласове в хармонията на „батерията“.
При тези инструменти също се използват изкуствени кожи от материала „кевлар“.
Изпълнителите на том-томи са минимум 4 души, като в зависимост от размера на драмлайна може да има „двоен“ и „троен състав“. Един от тях има статута на „капитан“ или „секционен лидер“.

### Големи барабани
Изпълнителите на голям барабан използват модели, които са с по-малък диаметър на кожата в сравнение с тези, които нормално се използват в симфоничните оркестри, за да бъдат лесно преносими. Характерно е, че се използват 2 палки (за разлика от стандартния начин с 1) и накрайници от пластмаса или твърдо кече.
Кожите са силно туширани; използват се 2 ударни кожи (вместо ударна и резонантна).
Обикновено групата на големите барабани се състои от 6 перкусионисти, но в зависимост от размера на драмлайна може да има „двоен“ и „троен“ състав.
Тези инструменти имат най-ниския звук и изпълняват функцията на бас в хармонията на батерията.

### Оркестрови чинели
Чинелите са обикновено с размер от 16-22 инча, изработени от бронз, изпълнителите варират от 6-8 души.
Това е най-подвижната подгрупа от батерията; освен ритъм изпълняват и най-различни визуални ефекти и хореография.

## Фронт-ансамбъл
Фронт-ансамбълът, или още „пит“, е другата част на драмлайна, която е стационарна и не се движи по време на изпълнение. Състои се от 12 или повече перкусионисти, разположени върху подиум или открита сцена. Включва тимпани, цялата гама пластинкови ударни инструменти, камбани, висящи чинели на стойка, гонг, комплект барабани и разни етно-перкусионни инструменти, които варират в зависимост от оркестрацията на изпълняваните произведения.
Форнт-ансамбълът изпълнява мелодията в състава на драмлайна дублира хармонията, която изпълняват духовите инструменти в оркестъра и обогатява тембъра с различни сонорни ефекти.

## Употреба
Драмлайните често могат да бъдат видени самостоятелно, без да са част от някой духов оркестър; те свирят основно на стадионите по време на бейзболни, баскетболни и футболни мачове или други спортни прояви, изпълнения на открито по време на празници и организиране на паради по главните улици на града. Репертоарът варира от класически произведения до поп музика, джаз и латино. Макар че понякога се изпълняват маршове, те имат повече концертен характер отколкото военен. Музикантите са облечени в костюми, които съвсем формално приличат на военни униформи.
Драмлайните се финансират от клуба по футбол, баскетбол и т.н., към който се водят на щат. Възникват в края на 19 век в Америка като видоизменен вариант на военните оркестри в областта Базел, Швейцария; в съвременния си вариант получават масово разпространение в САЩ, Канада, Австралия и Англия.